# Mattia Trombetta
Mattia Trombetta (Como, 23 de agosto de 1974) es un deportista italiano que compitió en remo. Ganó tres medallas en el Campeonato Mundial de Remo entre los años 1997 y 2004.

## Palmarés internacional
| Campeonato Mundial | Campeonato Mundial     | Campeonato Mundial | Campeonato Mundial |
| Año                | Lugar                  | Medalla            | Prueba             |
| ------------------ | ---------------------- | ------------------ | ------------------ |
| 1997               | Aiguebelette (Francia) | Medalla de plata   | Dos sin timonel    |
| 2001               | Lucerna (Suiza)        | Medalla de plata   | Dos con timonel    |
| 2004               | Bañolas (España)       | Medalla de oro     | Dos con timonel    |